# Simpson County, Mississippi
Simpson County är ett administrativt område i delstaten Mississippi, USA, med 27 503 invånare. Den administrativa huvudorten (county seat) är Mendenhall.

## Geografi
Enligt United States Census Bureau så har countyt en total area på 1 529 km². 1 524 km² av den arean är land och 5 km² är vatten. 

### Angränsande countyn
- Rankin County - nord
- Smith County - öst
- Covington County - sydost
- Jefferson Davis County - syd
- Lawrence County - sydväst
- Copiah County - väst